# Abantiades barcas
Abantiades barcas là một loài bướm đêm thuộc họ Hepialidae. Nó là loài đặc hữu của the Lãnh thổ Thủ đô Úc, New South Wales và Queensland.

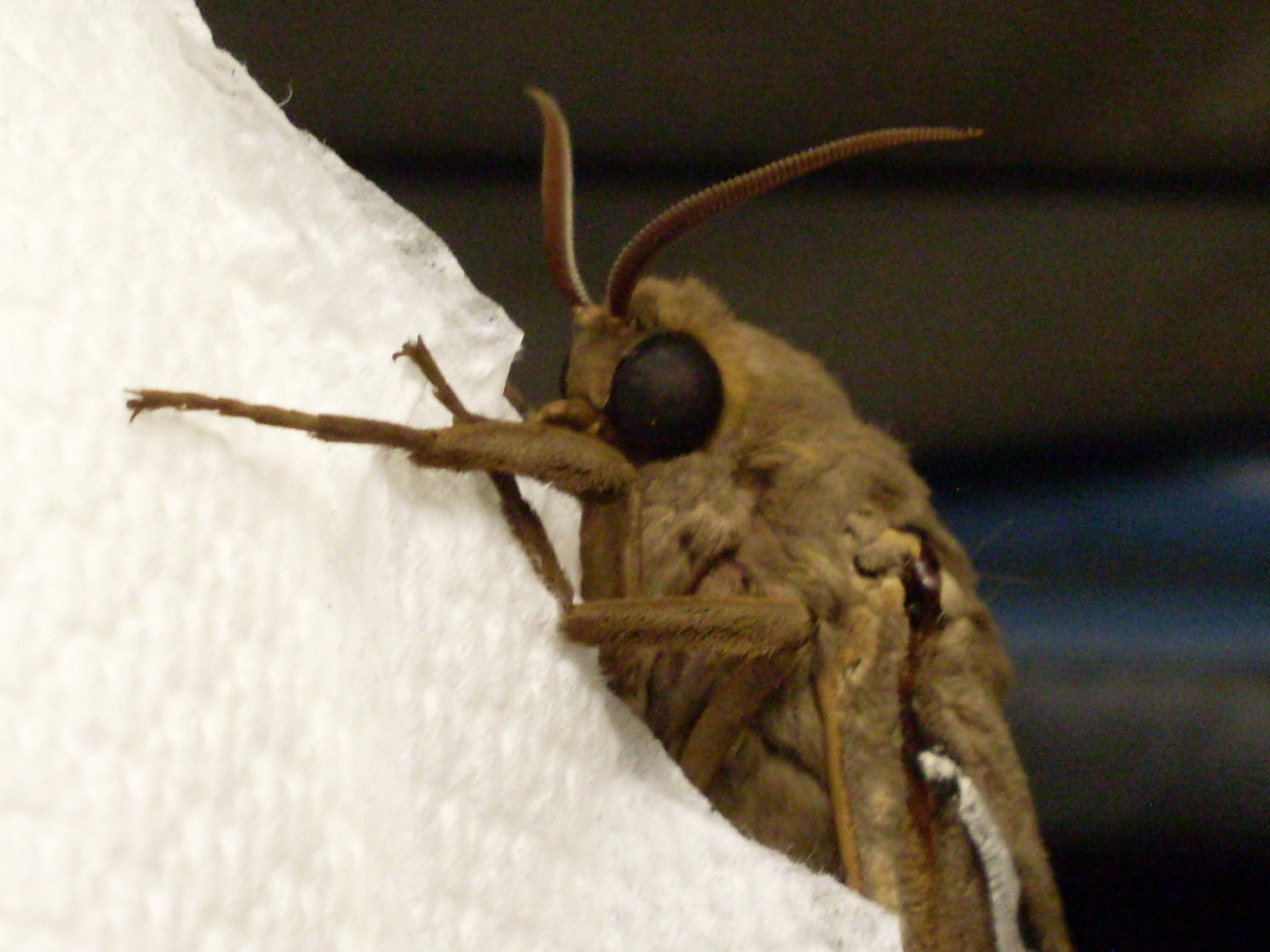